# Stadtbahn Baixada Santista
Die Stadtbahn der Baixada Santista, auf Portugiesisch „Veículo Leve sobre Trilhos da Baixada Santista“ („Leichtes Schienenfahrzeug der Tiefebene von Santos“) ist ein Stadtbahnnetz in der Metropolregion Baixada Santista und verbindet die beiden Gemeinden Santos und São Vicente auf der Insel São Vicente.
Die im April 2015 eröffnete Stadtbahn wurde unter Nutzung des Planums einer 11,5 Kilometer langen bisher meterspurigen Eisenbahnstrecke, die bis 1999 von Reise- und bis 2008 noch von Güterzügen genutzt wurde, gebaut. Die Bahnanlagen wurden jedoch regelspurig neugebaut. Das bundesstaatliche Unternehmen EMTU-SP ist für den Betrieb der Stadtbahn verantwortlich, hat diesen jedoch über eine öffentlich-private Partnerschaft an das private Konsortium BR Mobilidade konzessioniert.
Die Stadtbahn dient vor allem als Verkehrsmittel zwischen den beiden Gemeinden und wird inzwischen von gut 270.000 Fahrgästen pro Monat genutzt (Daten vom Februar 2017). Die zweite VLT-Linie im Zentrum von Santos wird 2025 in Betrieb gehen. Sie verbindet die Station Avenida Conselheiro Nébias der Linie 1 mit dem historischen Zentrum und Valongo. Die Linie ist 8 km lang und bedient 12 Stationen. Die Linie ist im Oktober 2024 im Wesentlichen fertig gestellt. Es finden Testfahrten und letzte Arbeiten an den Stationen statt.
Darüber hinaus gibt es Pläne für einen Ausbau in die benachbarten Gemeinden Cubatão und Praia Grande.

## Liniennetz
Seit 2016 besteht das Liniennetz der Stadtbahn der Baixada Santista aus einer Linie mit 15 oberirdischen Haltestellen. Die zweite Linie mit 12 Stationen schließt als eine Art Ringbahn an diese Linie an. Letztere wird voraussichtlich im ersten Halbjahr 2025 eröffnet.
| Linie | Linienweg |
| ----- | --- |
| 1     | Barreiros – Mascarenhas de Moraes – São Vicente – Antônio Emmerich – Nossa Senhora das Graças – José Monteiro – Itararé – João Ribeiro – Nossa Senhora de Lourdes – Pinheiro Machado – Bernardino de Campos – Ana Costa – Washington Luís – Conselheiro Nébias – Porto |
| 2     | Conselheiro Nébias – Xavier Pinheiro – Universidades I – Mercado – Paquetà – Poupatempo – Mauà – (São Bento) – Valongo – José Bonifàcio – Bittencourt – Campos Sales – Universidades II – Cavalho de Mendonça – Conselheiro Nébias                                     |

## Betrieb

### Haltestellen

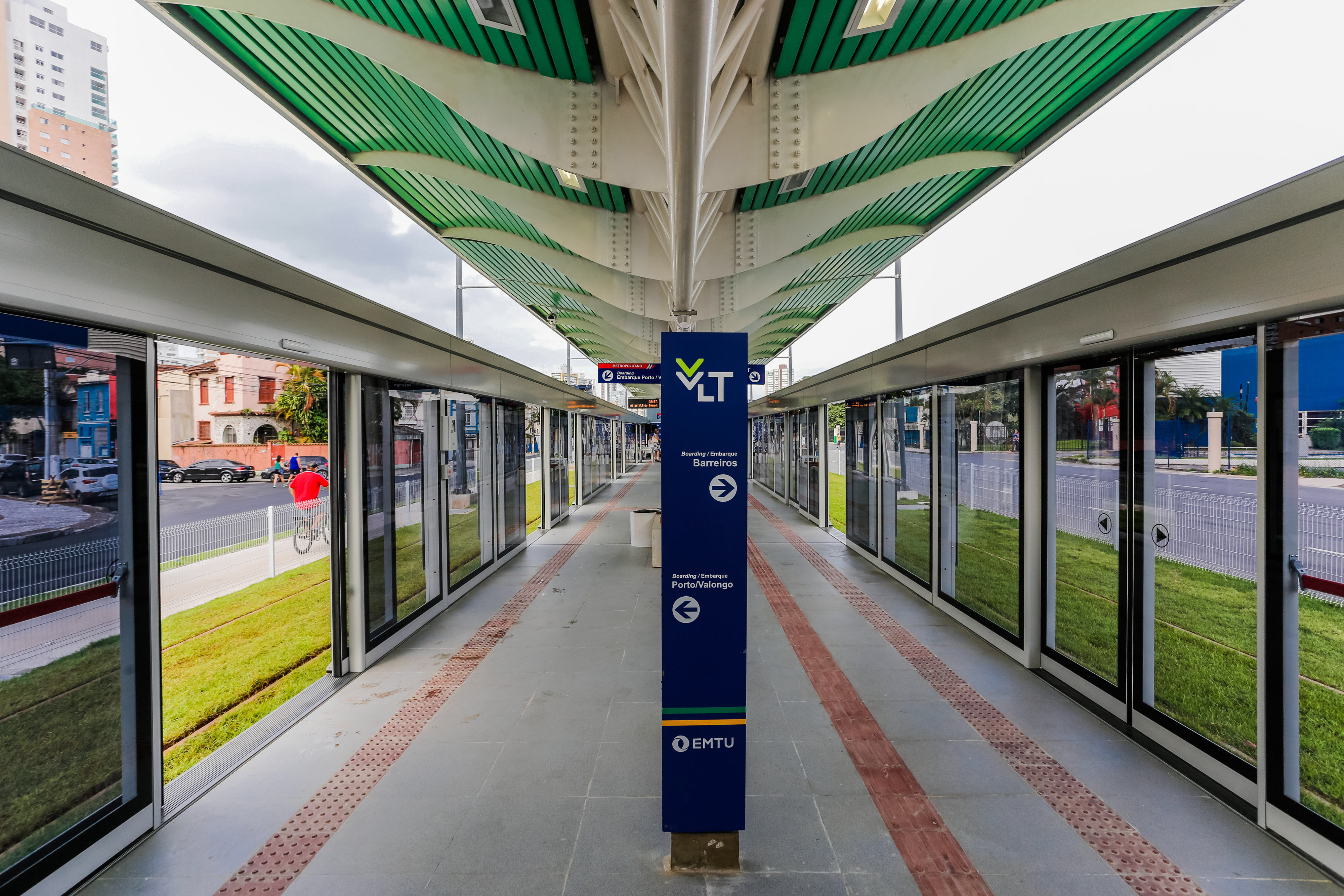
Typische Haltestelle der Stadtbahn der Baixada Santista: Alle Haltestellen sind überdacht und besitzen seit 2017 Bahnsteigtüren.

Die Züge der Stadtbahn halten an fest installierten Haltestellen mit Mittelbahnsteigen. Alle Bahnsteige sind komplett überdacht und verfügen über Zugangssperren zum Betreten und Verlassen. Alle Haltestellen sind über Rampen barrierefrei erreichbar.
Ab 2017 ließ die EMTU-SP an allen Bahnsteigen Bahnsteigtüren, die sich bei Halt eines Zug öffnen, installieren. Die Kosten beliefen sich dafür auf 40 Millionen Reais. Die Bahnsteigtüren soll nicht nur die Sicherheit für die Fahrgäste erhöhen, sondern auch zu einer besseren Klimatisierung der Haltestellen beitragen, die Nutzung der Züge durch nicht zahlende Fahrgästen verhindern, und die Müllverschmutzung der Gleise verringern.

### Fahrplan
Die Züge des Stadtbahnsystems fahren täglich zwischen 5.30 und 23.30 im Zehnminutentakt.

### Züge

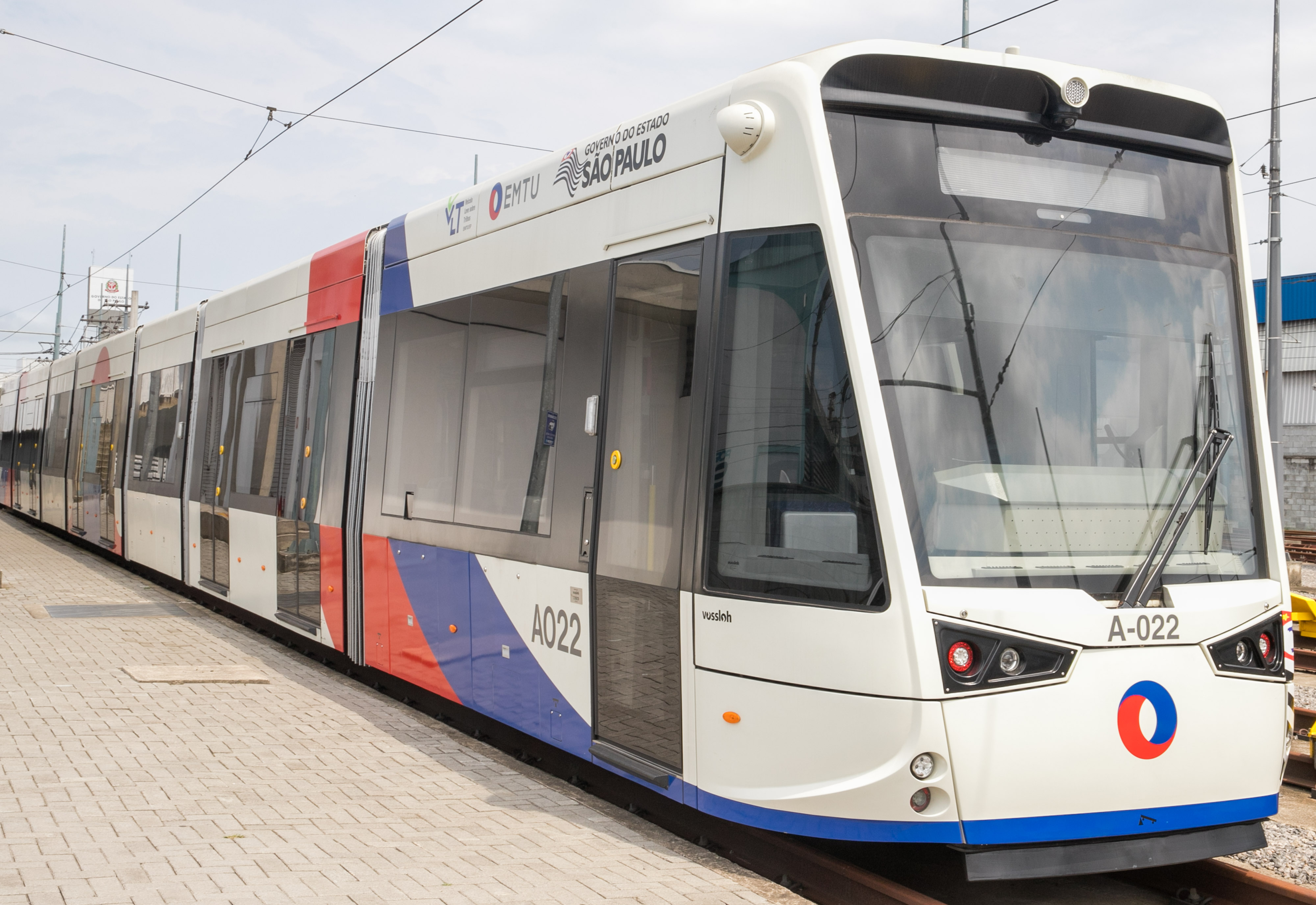
Für das Stadtbahnsystem lieferte das Konsortium aus T'Trans und Vossloh 22 Fahrzeuge des Typs Vossloh Tramlink V4

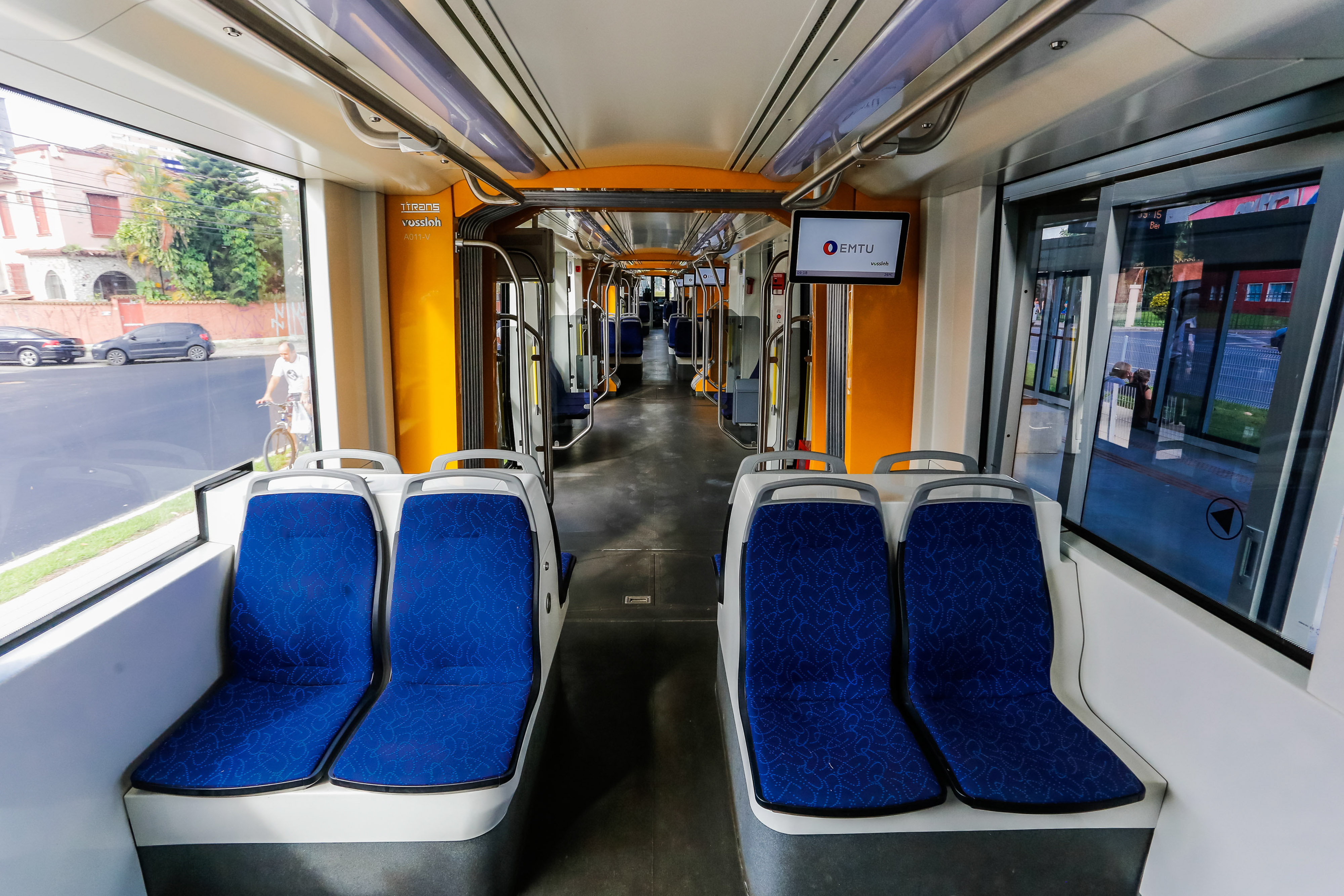
Innenraum des Fahrzeugtyps Vossloh Tramlink V4

Für das Stadtbahnsystem bestellte der Betreiber 2012 bei Tremvia, einem Konsortium aus TTrans und Vossloh Kiepe, 22 siebenteilige, mehrfachtraktionsfähige Zweirichtungszüge in Niederflurbauweise des Typs Tramlink V4. Die Züge sind 43,7 Meter lang, 2,65 Meter breit und 3,56 Meter hoch und besitzen pro Seite sechs Doppeltüren und eine Einfachtür. Die Fahrzeuge entwickeln eine Dauerleistung von 4 × 105 kW, sie sind für eine Geschwindigkeit von 70 km/h zugelassen.
Die Züge besitzen klassische Stromabnehmer auf dem Dach und beziehen den Fahrstrom größtenteils über Oberleitungen. Für den Betrieb auf einem fahrleitungslosen Abschnitt im Stadtzentrum von Santos sind sie zusätzlich mit Akkumulatoren ausgerüstet. Ein Zug kann bis zu 400 Fahrgäste aufnehmen.
Die Züge wurden komplett im Vossloh-Werk in Valencia produziert und per Schiff nach Santos geliefert. Die letzten zwei der 22 bestellten Züge erreichten Santos im März 2018. Alle Wagen sind im Betriebshof Pátio Porto beheimatet. Die Fahrzeuge sind in den Farben weiß, rot und blau lackiert – inspiriert von den Farben der Flagge des Bundesstaates von São Paulo.

### Fahrkarten

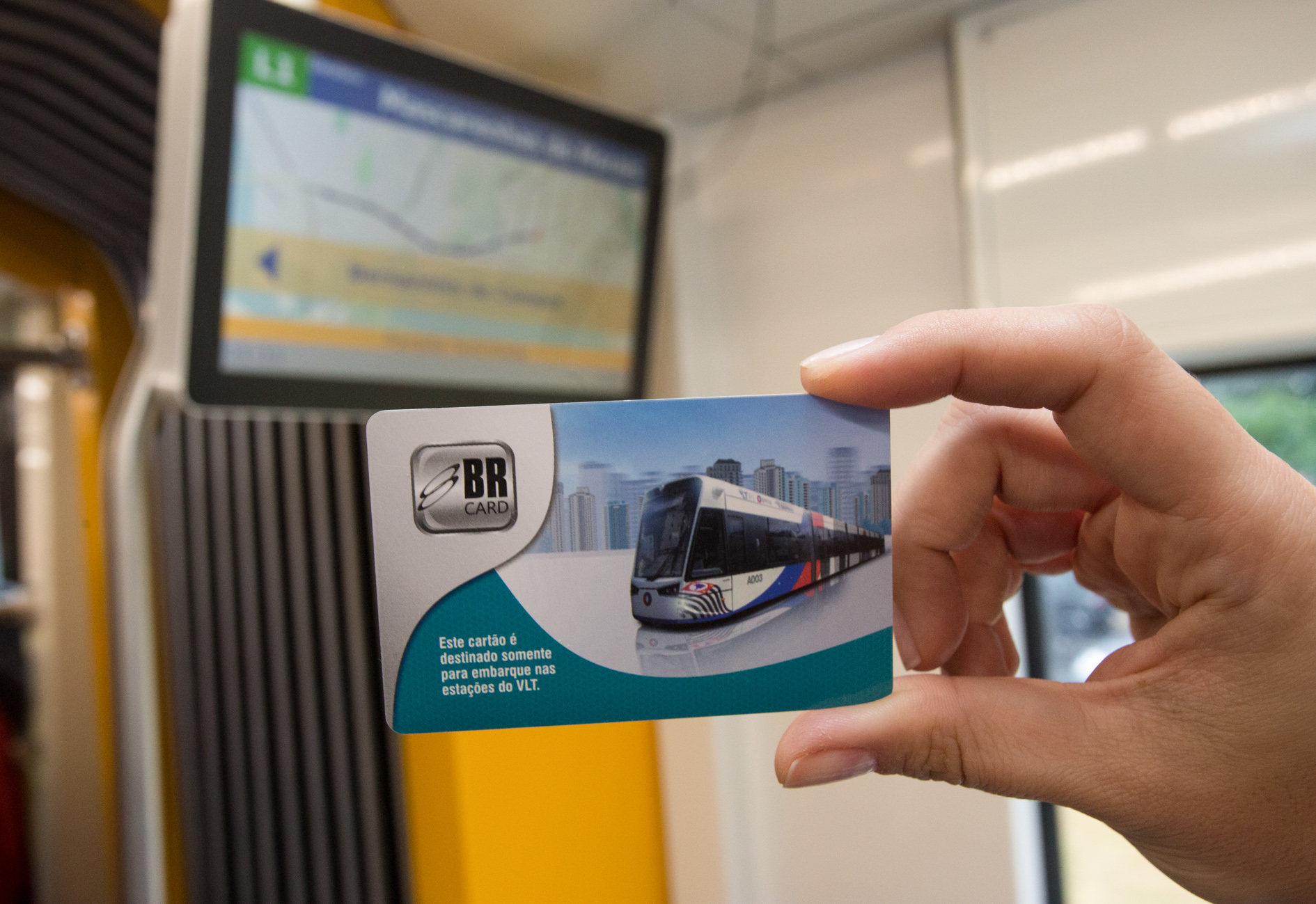
Guthabenkarte des Betreibers BR Mobilidade

Einzelfahrausweise (Cartão Unitário) für die Nutzung der Stadtbahn können in akkreditierten Geschäften, Kiosken sowie an allen Haltestellen erworben werden. Alle Haltestellen verfügen über Zugangssperren (Drehkreuze), für deren Freigabe der Einzelfahrausweis eingesteckt werden muss. Des Weiteren gibt es persönliche Guthabenkarten unter dem Namen „Cartão BRCard“, auf die mehrere (mindestens aber zwei) Fahrten aufgeladen werden können. Seit Juni 2016 können mit der Guthabenkarte zudem kostenfrei Zugangs- und Anschlussbusse des Betreibers EMTU-SP/BR Mobilidade genutzt werden. Ziel des Betreibers soll es sein, eine Art Verkehrsbund in der Region einzurichten. Zudem gibt es Sonderfahrkarten für Fahrgäste über 60 Jahre, Fahrgäste mit eingeschränkter Mobilität, sowie Fahrkarten für Schülerinnen und Schüler.

### Betreiber
Eigentümer des Stadtbahnnetzes ist der brasilianische Bundesstaat São Paulo. Das Netz wird vom staatlichen Verkehrsunternehmen Empresa Metropolitana de Transportes Urbanos de São Paulo (EMTU-SP) betrieben, das unter anderem auch für den Betrieb zahlreicher Buslinien, der Metro sowie der Vorortbahnen (CPTM) von São Paulo zuständig ist. Der Betrieb als solcher ist an das private Konsortium BR Mobilidade, bestehend aus den Unternehmen Viação Piracicabana S/A und Comporte Participações S.A., über eine öffentlich-private Partnerschaft konzessioniert.

## Geschichte

### Vorbereitungen
In den 2000er Jahren begann die Regierung des Bundesstaates von São Paulo, Pläne für einen besseren Nahverkehr auf der dicht besiedelten Insel São Vicente mit den beiden Gemeinden Santos und São Vicente zu entwickeln. Zwischen 1990 und 1999 bot das bundesstaatliche Unternehmen Ferrovia Paulista SA (kurz „Fepasa“) bereits eine Art Vorortzugverkehr auf einer Eisenbahnstrecke auf der Insel an. Im Zuge der gesamten Privatisierung der staatlichen brasilianischen Eisenbahnunternehmen in den 1990er Jahren wurde der Betrieb jedoch eingestellt. Es bot sich an, die bereits vorhandene Gleistrasse für ein modernes Schienenverkehrsmittel zu nutzen.
Nach Jahren der Planungen begannen 2012 die Vorbereitungen für den Bau des neuen Stadtbahnnetzes – dem ersten modernen Stadtbahnnetz Brasiliens. Das Parlament des Bundesstaates, die Assembleia Legislativa de São Paulo, hatte das Vorhaben beschlossen und die Regierung ermächtigt, eine Finanzierung über Kredite der Bundesregierung Brasiliens in Höhe von 400 Millionen Reais in Anspruch zu nehmen. Der erste Spatenstich der Bauarbeiten erfolgte am 29. Mai 2013 in Anwesenheit des Gouverneurs des Bundesstaates, Geraldo Alckmin, sowie des Vorsitzenden des Parlaments von São Paulo, Samuel Moreira.

### Probebetrieb

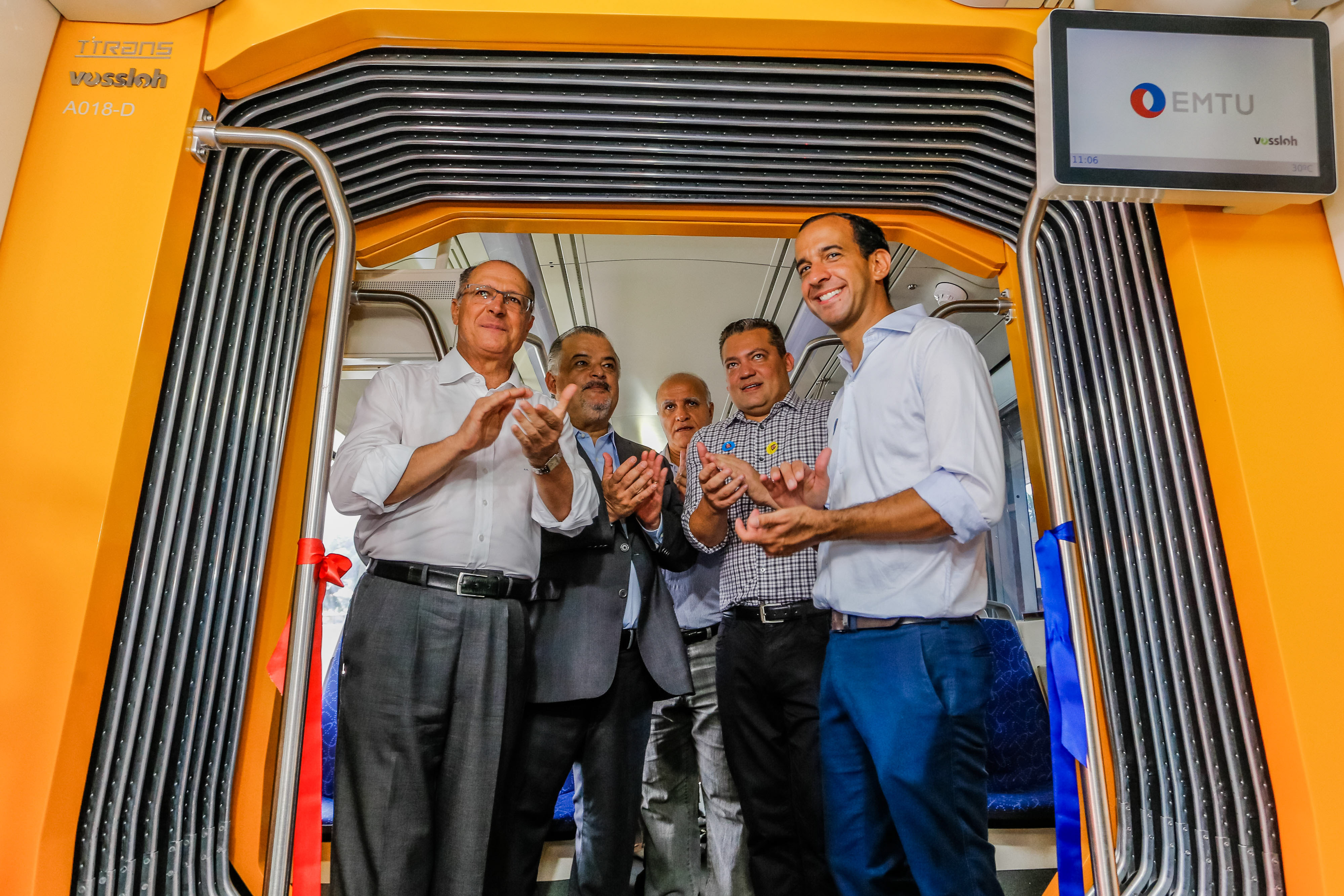
Gouverneur Geraldo Alckmin und Santos Bürgermeister Paulo Alexandre Barbosa bei einer Teileröffnung am 31. Januar 2017

Am 22. Mai 2014 erreichte der erste von Vossloh in Valencia produzierte Zug des Typs Tramlink V4 den Hafen von Santos. Am 6. Juni 2014 eröffnete Gouverneur Geraldo Alckmin die ersten fünf Haltestellen der Stadtbahn (Mascarenhas de Moraes, São Vicente, Antônio Emmerich, Nossa Senhora das Graças, José Monteiro), obwohl der Betrieb noch gar nicht beginnen konnte.
Am 30. August 2014 begannen die ersten Testfahrten ohne Fahrgäste auf einem einen Kilometer langen Stück der bereits fertiggestellten Strecke zwischen den Haltestellen Nossa Senhora das Graças und José Monteiro. Am 18. November 2014 begann der Probebetrieb mit ausgewählten Fahrgästen zwischen den Haltestellen Antônio Emmerich und Mascarenhas de Moraes.
Am 27. April 2015 nahm der Betreiber BR Mobilidade einen zunächst für die Öffentlichkeit freigegebenen, kostenfreien, aber noch zeitlich eingeschränkten Fahrgastbetrieb auf: Zwischen den Haltestellen Mascarenhas de Moraes und João Ribeiro fuhren zwischen 13 und 16 Uhr zwei Fahrzeuge mit einer durchschnittlichen Geschwindigkeit von etwa 20 km/h.

### Vollständige Eröffnung

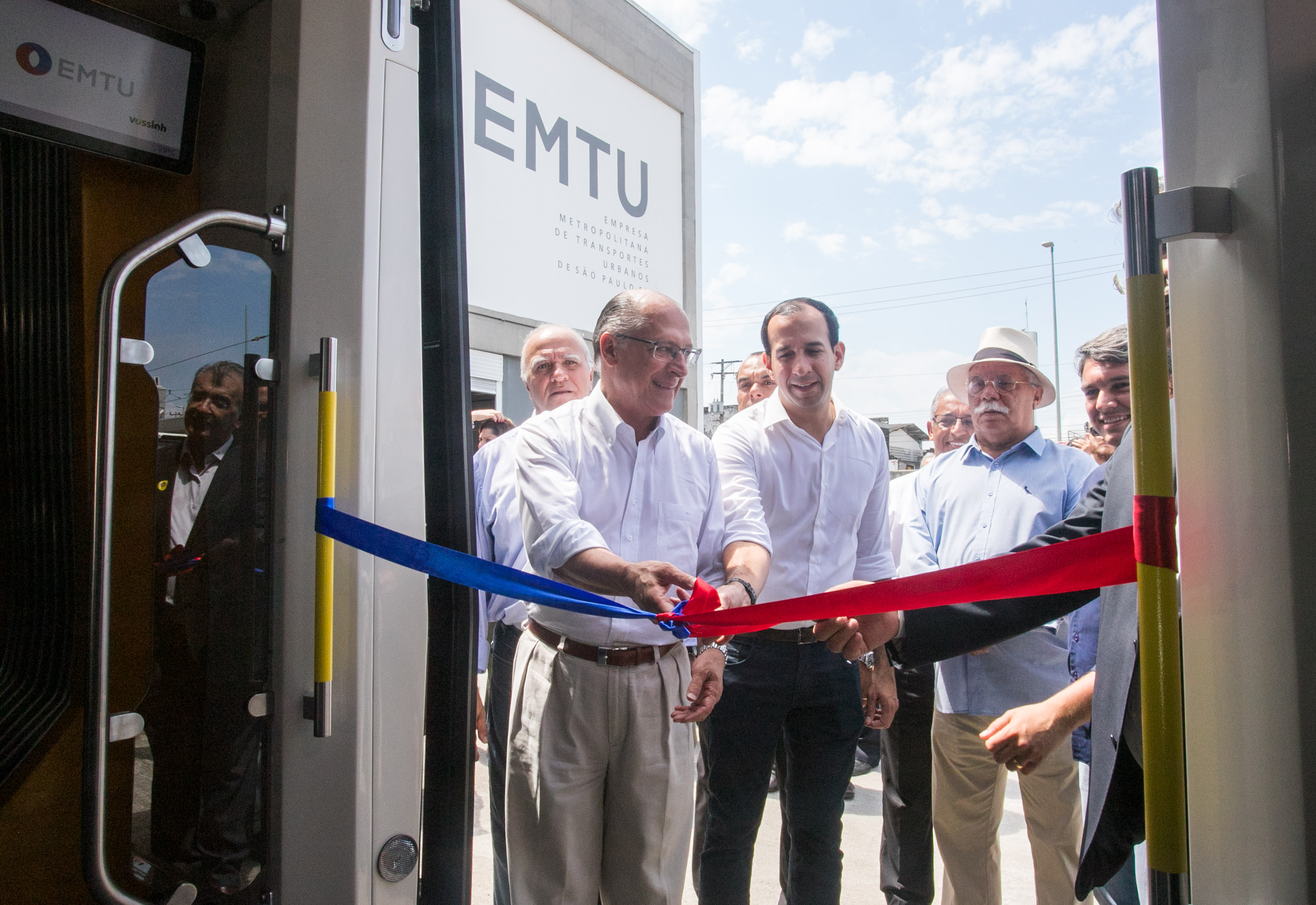
Übergabe der letzten zwei Triebwagen im Februar 2018

Am 31. Januar 2016 – gut eineinhalb Jahren nach der ersten Fahrt des Testbetriebs – begann der Betreiber BR Mobilidade mit dem kommerziellen Vollbetrieb der Stadtbahn der Baixada Santista zu einem Einzelfahrausweispreis von 3,80 Reais. Bis April fuhren die Züge zunächst nur zwischen 9.00 und 16.00, ab dem 10. April erweiterte die BR Mobilidade die Fahrpläne auf 7.00 bis 19.00. Ab dem 5. März 2017 fuhr die Stadtbahn ab morgens 5.30 bis 20.00, seit April 2018 wird der heutige Fahrplan von 5.30 bis 23.30 gefahren.
Neben der schrittweisen Erweiterung des Fahrplans wurden auch die Gesamtstrecke der Stadtbahn ausgebaut, sodass die erste Bauphase heute komplett abgeschlossen ist. Am 28. Dezember 2016 folgte die Erweiterung um eine Haltestelle von Pinheiro Machado nach Bernardino de Campos, am 31. Januar 2017 die Erweiterung von Bernadino de Campos nach Porto sowie von Mascarenhas de Moraes nach Barreiros. Am 12. Februar 2017 folgte nachträglich die Eröffnung der Haltestelle Conselheiro Nébias. Unabhängig vom Bau der Strecke, die durchweg eigene, unabhängige Gleise besitzt, verlaufen parallel Fahrradwege neben den Gleisen. An der Endhaltestelle Barreiros wurde ein Fahrradparkhaus für bis zu 80 Fahrräder errichtet.
Am 15. Juni 2016 eröffnete der Betreiber BR Mobilidade die Betriebsleitzentrale (Centro de Controle Operacional) beim Betriebshof Pátio Porto. Der Betriebshof, in dem alle Wartungsarbeiten an den Wagen ausgeführt werden, verfügt über eine Kapazität von bis zu 33 Fahrzeugen.

## Planungen

### Ausbau ins Stadtzentrum von Santos
Die erste Strecke der Stadtbahn der Baixada Santista dient vor allem als Verbindung zwischen den Gemeinden Santos und São Vicente. Um auch das Stadtzentrum von Santos besser zu erschließen, entstanden bereits beim Bau der ersten Strecke Pläne für eine Erschließung des Zentrums und des benachbarten Stadtteils Valongo.
Die dem deutschen Planfeststellungsverfahren vergleichbare Planung begann im Mai 2018 im Auftrag der Regierung des Bundesstaates von São Paulo und des Betreibers Empresa Metropolitana de Transportes Urbanos de São Paulo. Die neue Strecke sollte von der bereits bestehenden Haltestelle Conselheiro Nébias als Ringstrecke in einem Bogen durch das Zentrum führen und 14 Haltestellen umfassen. Neben dem Stadtzentrum von Santos werden auch die Universitätsgebäude der Universidade Católica de Santos und der Universidade Federal de São Paulo (Unifesp), die städtische Markthalle, der überregionale Autobusbahnhof Valongo sowie der Krankenhauskomplex Dos Estivadores angeschlossen. Mit Stand Oktober 2024 ist die Strecke fertig gebaut und erschließt 12 Stationen. Sie soll im ersten Semester 2025 in Betrieb gehen.
Die Kosten für die Strecke sollen sich auf 430 Millionen Reais belaufen, davon umfassen 270 bis 280 Millionen Reais als eigentliche Baukosten. Die Bauarbeiten sollen in der zweiten Hälfte des Jahres 2019 beginnen und 30 Monate dauern.

### Weitere Planungen
Darüber hinaus gibt es weitere Wünschen und Ideen für mögliche Erweiterungen des Stadtbahnsystems der Baixada Santista, sowohl seitens der Regierung des Bundesstaates, des Betreibers EMTU-SP sowie der Gemeinden der Region. Die EMTU-SP erwägt eine Verlängerung der ersten Strecke von der Haltestelle Barreiros um 7,5 km und vier Haltestellen bis zum Stadtviertel Samaritá der Gemeinde São Vicente, das sich auf dem Festland befindet. Für die Verlängerung müsste die sowieso sanierungsbedürftige Barreiros-Brücke erneuert werden.
Die benachbarte Gemeinde Cubatão wünscht sich eine Verlängerung der Stadtbahn über das vorhandene Planum der zuletzt nur noch für Güterzüge genutzten Eisenbahnstrecke. Die Gemeinde von Praia Grande wünscht sich ebenso eine Verlängerung von Barreiros bis zum Umsteigeknoten Terminal Tudo Bastos, an dem ein Umstieg zu einem im Bau befindlichen Bus-Rapid-Transit-System bestehen könnte.

## Museumsstraßenbahn
Außer dem modernen Straßenbahnbetrieb gibt es in Santos ein weiteres Straßenbahnnetz. 1971 war die letzte Linie des 1870 gegründeten und seit 1909 elektrifizierten Netzes mit 1350 mm Spurweite zugunsten von Oberleitungsbussen eingestellt worden. Ein erster Anlauf zu einer touristischen Reaktivierung wurde 1986 mit einem der letzten erhaltenen Triebwagen und 900 m Strecke aufgenommen, aber zwei Jahre später wieder eingestellt, insbesondere weil die Strecke zu weit vom Depot des städtischen Verkehrsbetriebes entfernt lag.
In einem zweiten Anlauf wurde am 23. September 2000 ein Rundkurs von 1,7 km mit einem anderen restaurierten Altwagen in Betrieb genommen. Inzwischen besteht das Netz aus mehren ineinander verschlungenen Ringstrecken von insgesamt 5 km Länge. 2002 konnte ein weiterer Wagen aus dem Altbestand wieder Betrieb genommen werden. Seit 2005 wurden historische Bahnen aus verschiedenen überseeischen Ländern hinzugekauft, die ersten beiden aus Porto in Portugal, 2006 zwei Bahnen aus Turin. 2019 kam eine 1950 gebaute Bahn aus Nagasaki hinzu.
Der Betreiber Companhia de Engenharia de Tráfego (CET-Santos) feiert diesen Betrieb als «primeiro Museu Vivo Internacional de Bondes da América Latina» „erstes lebendiges internationales Straßenbahnmuseum Lateinamerikas“ Darüber hinaus betreibt er Bus- und O-Buslinien in Santos.